# Magnus Brahe (1790–1844)
Magnus Brahe, född 2 september 1790 i Östra Ryds församling, död 16 september 1844 i Stockholm, var en svensk greve, militär och hovman samt riksmarskalk. Han var kung Karl XIV Johans främsta gunstling.

## Biografi

### Tidiga år
Han var son till Magnus Fredrik Brahe i dennes första äktenskap med hovfröken friherrinnan Ulrika Catharina Koskull. Efter studier i Uppsala började hans yrkeskarriär som 19-årig kornett vid livregementsbrigadens lätta dragonkår. Redan följande år (1810) kunde han titulera sig kabinettskammarherre. Tidigt fick han en nära relation till kung Karl XIV Johan, som i den gamla högadeln sökte ett stöd för sig och sin ätt. 

### Kungens gunstling
Det dröjde inte länge förrän Magnus Brahe var kungens närmaste vän och hjälpte honom i kontakten med politiker och undersåtar; Karl Johan talade dålig svenska. 1817 utnämndes Brahe till hovstallmästare, 1826 till överhovstallmästare och 1828 utnämndes han till generaladjutant för armén och tillhörde därmed som kungens rådgivare de styrandes krets. År 1830 blev han generallöjtnant.
Brahe kom att bli Karl XIV Johans ojämförligen inflytelserikaste gunstling. "Ingenting", sade han till sin nära vän hovmarskalken Nauckhoff, "skall förmå mig att övergiva konungens person, så länge han andas, om jag ock skulle följa honom såsom kammartjänare." Inom hovet liksom i ämbetsmannakretsar blev det snart ett gängse talesätt att man skulle "tala med greve Brahe" om man behövde något. Vid hans mottagningar, vilka ägde rum vissa dagar i veckan i de så kallade riksmarskalksrummen, var det nästan alltid fullt med folk av alla stånd som kom med ansökningar och böneskrifter.
Vid 1828–1830 års riksdag blev Brahes inflytande tydligt. Statsråden fick i stor utsträckning vika sig för kungens åsikter, uttryckta av språkröret Brahe. Hans stora inflytande gjorde sig gällande framför allt inom militärens område, och när det gällde befordringar – inte minst prästerliga – vägde hans ord tungt.
Samtidigt började en opposition höras tydligare. De liberala ledande männen, inspirerade av julirevolutionen i Frankrike, talade om "Braheväldet" eller "kamarillan", och det diktatoriska beslutsfattandet "allenastyrandet" eller sängkammarregementet kritiserades av bland andra Lars Johan Hierta, Magnus Jacob Crusenstolpe och Anders Lindeberg.
Karl XIV Johan svarade med att stoppa de politiska motståndarnas kritik genom indragningsmakten.
Brahe blev en av rikets herrar 1831 och riksmarskalk 1834 samt invaldes 1837 som ledamot nummer 455 av Kungliga Vetenskapsakademien.
Han avled 1844 och begravdes i familjegraven i Östra Ryds kyrka, Uppland.

### Omdömen
Trolle-Wachtmeister beskrev hela Magnus Brahes väsen som "enkelt och anspråkslöst, fullt av välvilja och av artighet men utan fjäsk mot höga och låga, alltid med bibehållen värdighet." Landshövdingen och statsrådet Otto Palmstierna sade om Magnus Brahe att "hela det yttre väsendet var mera vekt än riktigt manligt. Men sinnet var fast, viljan bestämd, beslutet oryggligt, när det en gång var fattat. Hela uttrycket av hans ansikte bar en prägel av svårmod, fördragande livet men ej njutande det."

## Galleri

Boett av guld med miniatyrporträtt föreställande Karl XIV Johan av Johan W C Way. Porträttet skänktes som gåva till greve Magnus Brahe av Oscar I efter faderns död 1844, Skoklosters slott.
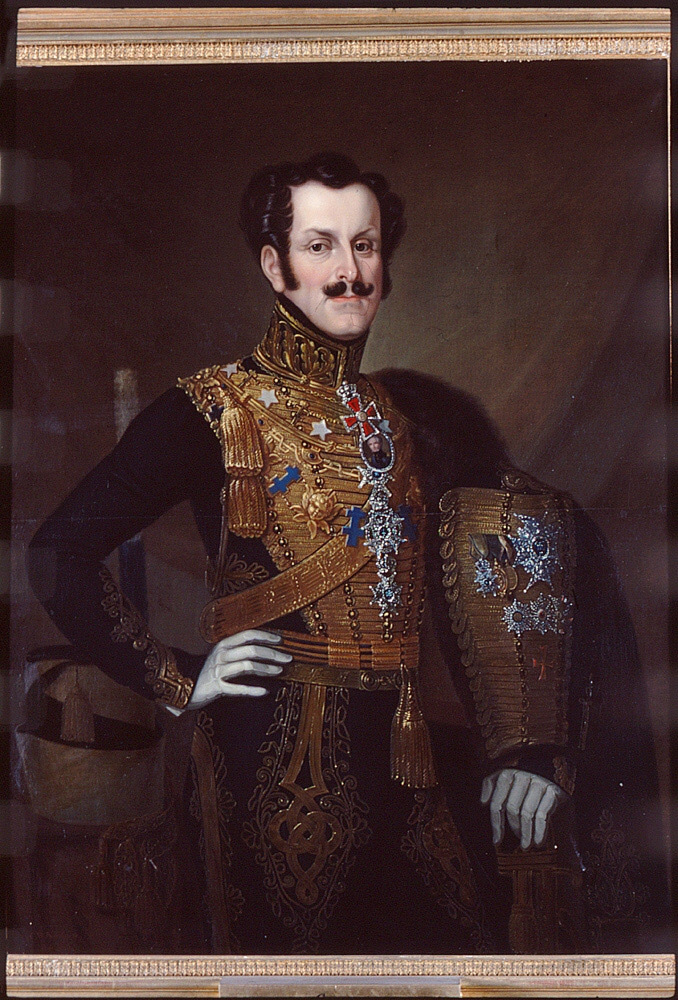
Magnus Brahe iklädd husars uniform med all sina ordnar i briljanter förutom, Vasaorden och För Tapperhet i Fält.
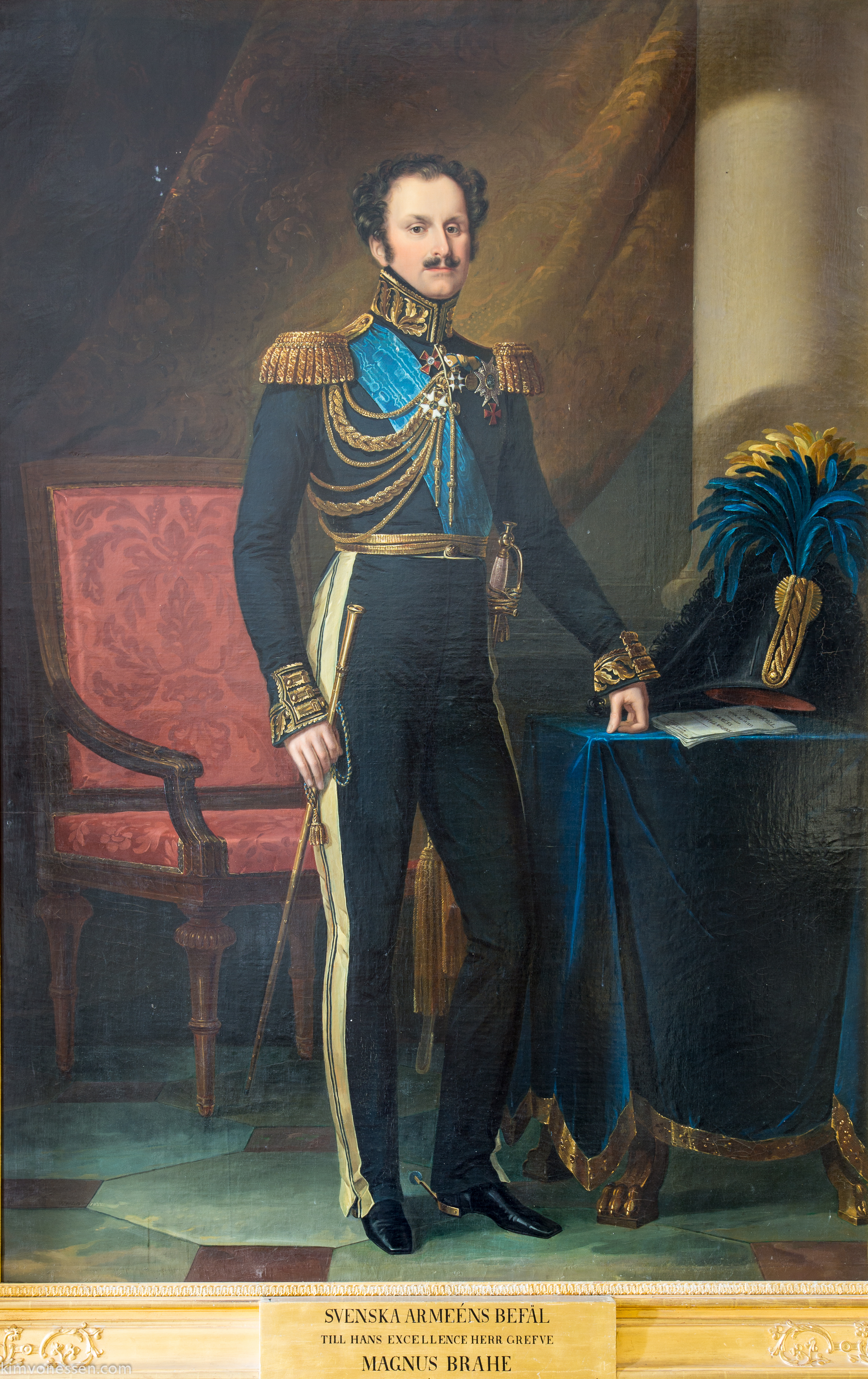
Magnus Brahe iklädd uniform för en Generallöjtnant i Konungens adjutant- och ordonnansofficerskår.
Daguerreotypi-porträtt av Magnus Brahe taget fyra månader före hans död. Finns på Skoklosters slott.
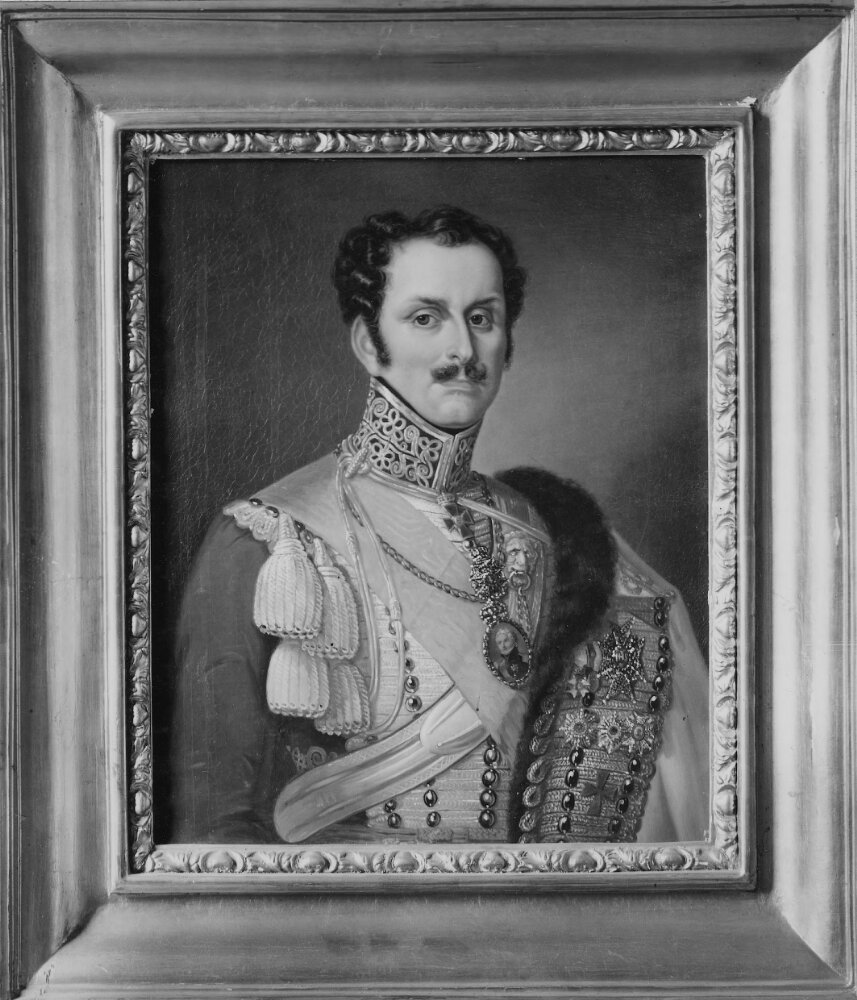
Magnus Brahe i Husars uniform som Sekundchef för Livgardet till häst, på bröstet bär han Sank Andreas Orden, Svarta Örns Orden och Hederslegionen, alla i briljanter.
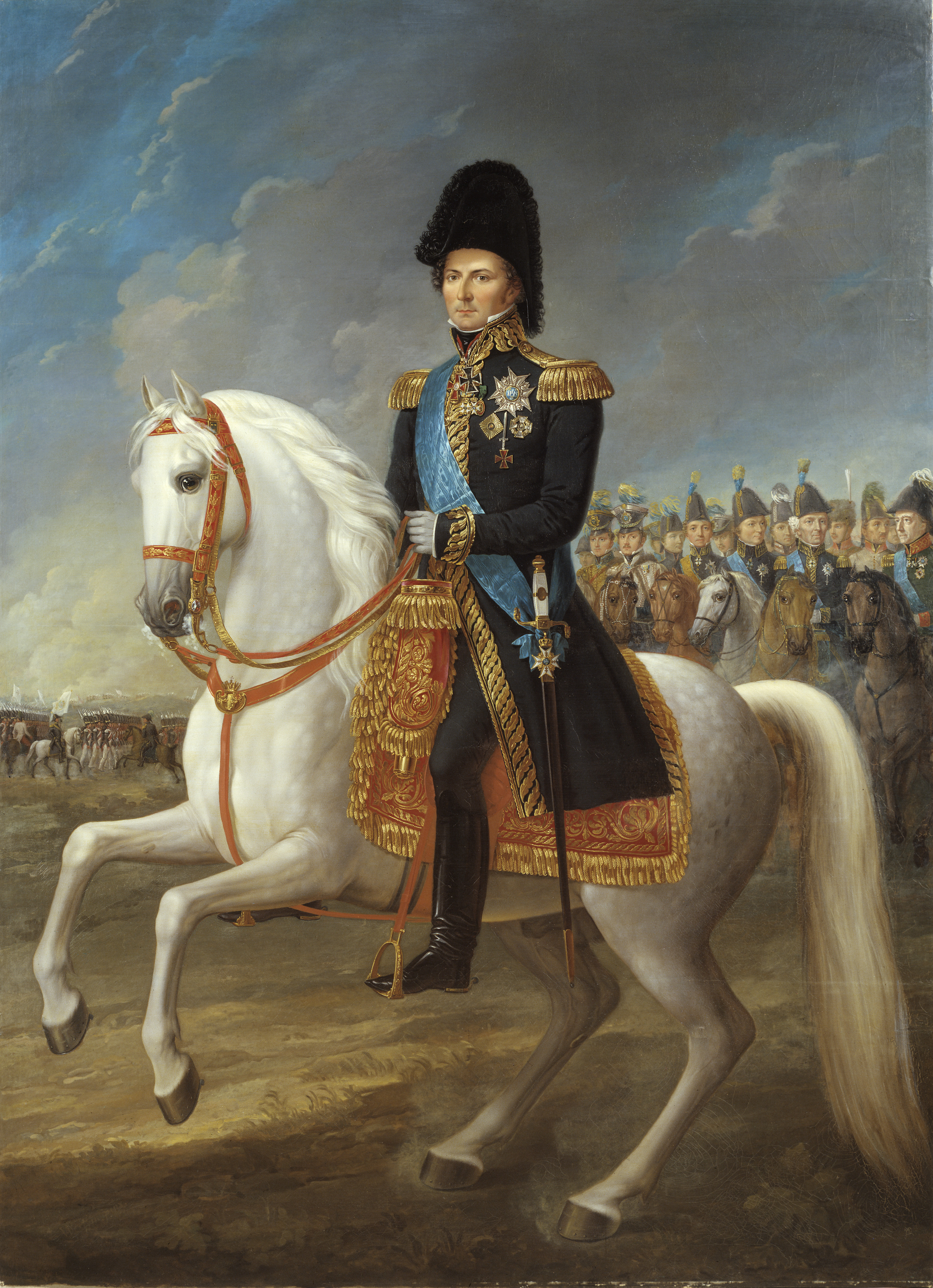
I porträttet av Ryttar Kronprins Karl Johan syns Magnus Brahe i bakgrunden.
Karl XIV Johan på lit de parade, 1844. Bredvid Magnus Brahe. Tillskriven Karl S. Bennet.

## Utmärkelser

### Svenska ordnar
- Riddare och Kommendör av Serafimerorden, i briljanter
- Kommendör med Stora Korset av Svärdsorden, i briljanter
- Kommendör med Stora Korset av Nordstjärneorden, i briljanter
- Riddare av Vasaorden,
- Riddare av Carl XIII:s Orden, i briljanter
- Medaljen i guld För tapperhet i fält
- En af rikets herrar,
- Miniatyrporträtt av Karl XIV Johan i guld,
- Hedersledamot vid Kungliga Krigsvetenskapsakademien

### Utländska ordnar
- Riddare av Preussiska Svarta örns orden, i briljanter
- Riddare av Preussiska Röda örns orden,
- Preussiska Pour le Mérite,
- Storkors av Franska Hederslegionen, i briljanter
- Riddare av Ryska Sankt Andreas orden, i briljanter
- Riddare av Polska Vita Örnens Orden, med kedja